# Thomas Tomkinson

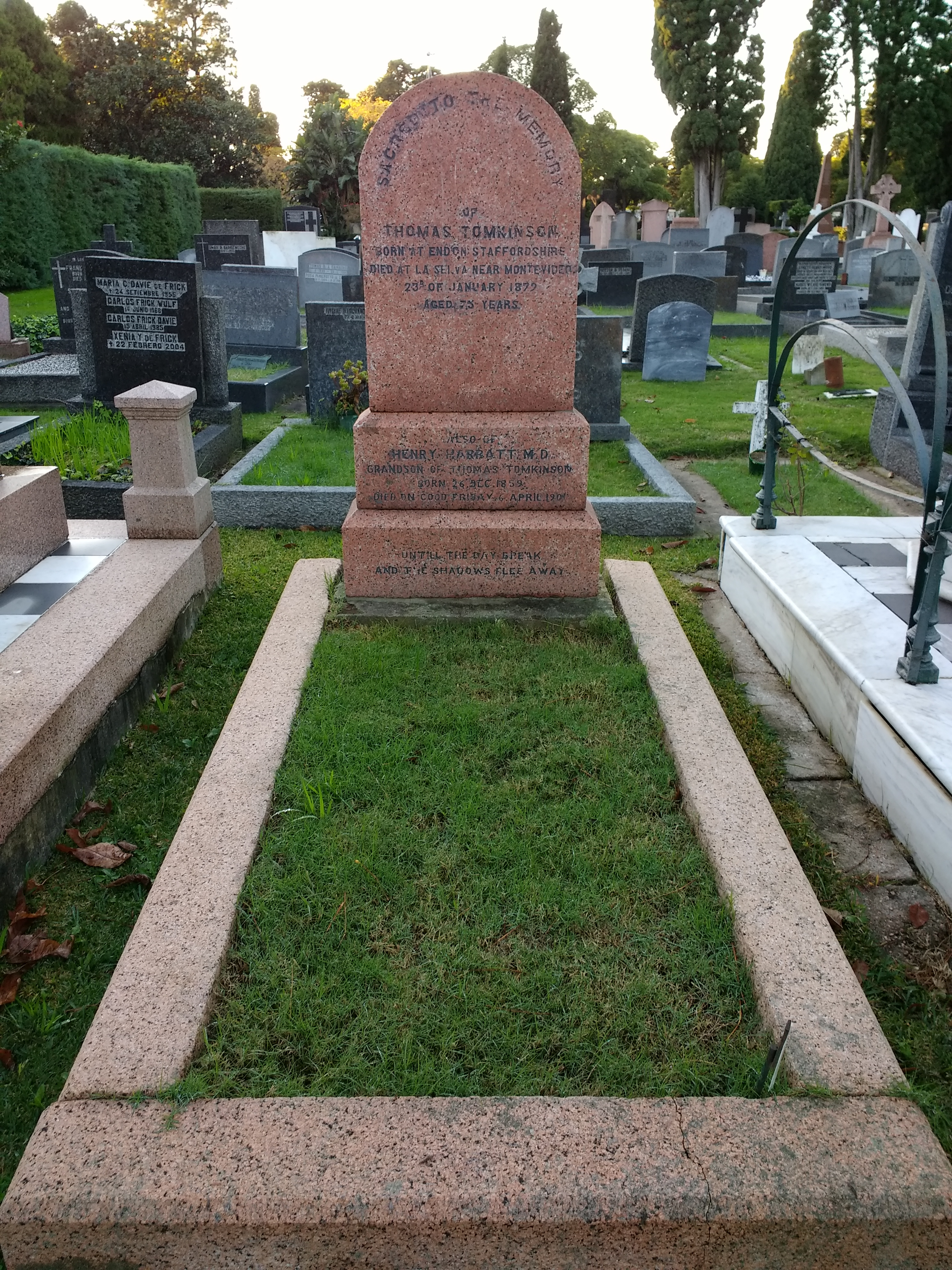
Sepultura de Thomas Tomkinson en el Cementerio Británico de Montevideo

Thomas Tomkinson Peake (Endon, Reino Unido, 20 de octubre de 1804-Montevideo, 23 de enero de 1879) fue un empresario uruguayo de origen británico.
Hijo de los ingleses Thomas Tomkinson y Bagnall y Ellen Peake y Raven, inmigró a Uruguay en 1828. Fue banquero, comerciante, saladerista, fundador del Ferrocarril Central, arrendatario de empresas de gas, publicista, consejero de hacienda del presidente Lorenzo Batlle y silvicultor apasionado. Introdujo en Uruguay especies inexistentes hasta ese momento como el eucaliptus, pues vio que esta madera podría servir para ser usada en los durmientes de las vías del ferrocarril. Fue miembro fundador de la Sociedad de Cambios e integrante del primer directorio del Banco Comercial, el cual presidió entre 1870 y 1879. También fue criador de caballos de carreras.
Se casó en 1834 con Joaquina Navia y Pérez de Velasco, hija del general asturiano Joaquín Álvarez Cienfuegos de Navia. Fue padre de Joaquina Prudencia, Thomas y Helena María Bernabela.
Falleció en su casa de retiro denominada "La Selva", actual Parque Municipal Tomkinson.

## El Parque Tomkinson
El predio perteneciente a Tomkinson fue transformado en un parque de la Intendencia Municipal de Montevideo. Está ubicado en zona oeste de la ciudad, a unos 20 minutos del centro. En sus 38 hectáreas se encuentran especies vegetales valiosas introducidas por Tomkinson en Uruguay. Allí están los ejemplares más antiguos y grandes de plátanos, que abundan como árboles de sombra en las calles de Montevideo. 
Por el parque atraviesa la cañada Bellaca, antiguo lugar de baños, hoy contaminada por efluentes industriales y domésticos.